# Gail (cràter)
Gail és un cràter d'impacte en el planeta Venus de 10 km de diàmetre. Porta el nom d'un antropònim hebreu, i el seu nom va ser aprovat per la Unió Astronòmica Internacional el 2006.